# Centre nucléaire de Miramas
Le centre nucléaire de Miramas, créé en 1962 à Miramas (Bouches-du-Rhône) par le CEA puis exploité par Areva NC (ex-Cogema), avait pour activité principale la fabrication d'isotopes légers du lithium et du bore. 

## Histoire des activités
En 1961, soit un an après le premier essai nucléaire français dans le Sahara et 7 ans avant l'explosion de la première bombe H française, le Commissariat à l'énergie atomique (CEA) implante à Miramas une unité de séparation de lithium 6. Le lithium 6 est un isotope léger du lithium utilisé dans une bombe H et pour la production de tritium. Le site abritait précédemment, à partir 1918, une usine d’acide nitrique et sulfurique des Établissements Kuhlmann, rasée en 1944.
Le centre de Miramas est officiellement inauguré en 1962, à cheval sur la commune d'Istres.
En 1976, à la création de la COGEMA, l’établissement de Miramas lui est confié. À cette époque, la filière des réacteurs à eau pressurisée est alors en plein démarrage en France. Or l'hydroxyde de lithium 7 peut être utilisé pour l'alcalinisation du liquide de refroidissement dans ce type de réacteurs. Le lithium 7 produit à Miramas répond alors au besoin exprimé par les constructeurs et exploitants.
En 1983 est créé un magasin d'uranium pour entreposer des composés solides d’uranium naturel enrichi et appauvri, il sera classé Installation nucléaire de base no 134 jusqu'en 2007.
La capacité de production est alors de 3 000 kg/an de lithium.
En 1992 est mise en place une unité de séparation isotopique et d’élaboration du bore.
En 2000, l'activité de séparation isotopique du lithium - pour la fabrication des lithium 6 et 7 - est arrêtée, et le démantèlement de l'installation débute en 2003. En 2003, l'activité de séparation isotopique du bore est à son tour arrêtée.

## Nettoyage et reconversion
En 2009 démarre l'assainissement des sols. La dépollution nécessite le traitement de déchets contenant du mercure, en grande partie lié à l'utilisation du procédé COLEX. Une cinquantaine de personnes travaillent sur ce projet qui doit se terminer en 2014. L'assainissement du site est terminé en 2016.
En 2019, Orano (qui a succédé à Areva) vend la partie Ouest du site à l'entreprise Urbasolar pour construire une centrale solaire photovoltaïque. Le projet de ré-industrialisation de la partie Est n'est à cette date pas encore fixé.